# 한스 테이우언

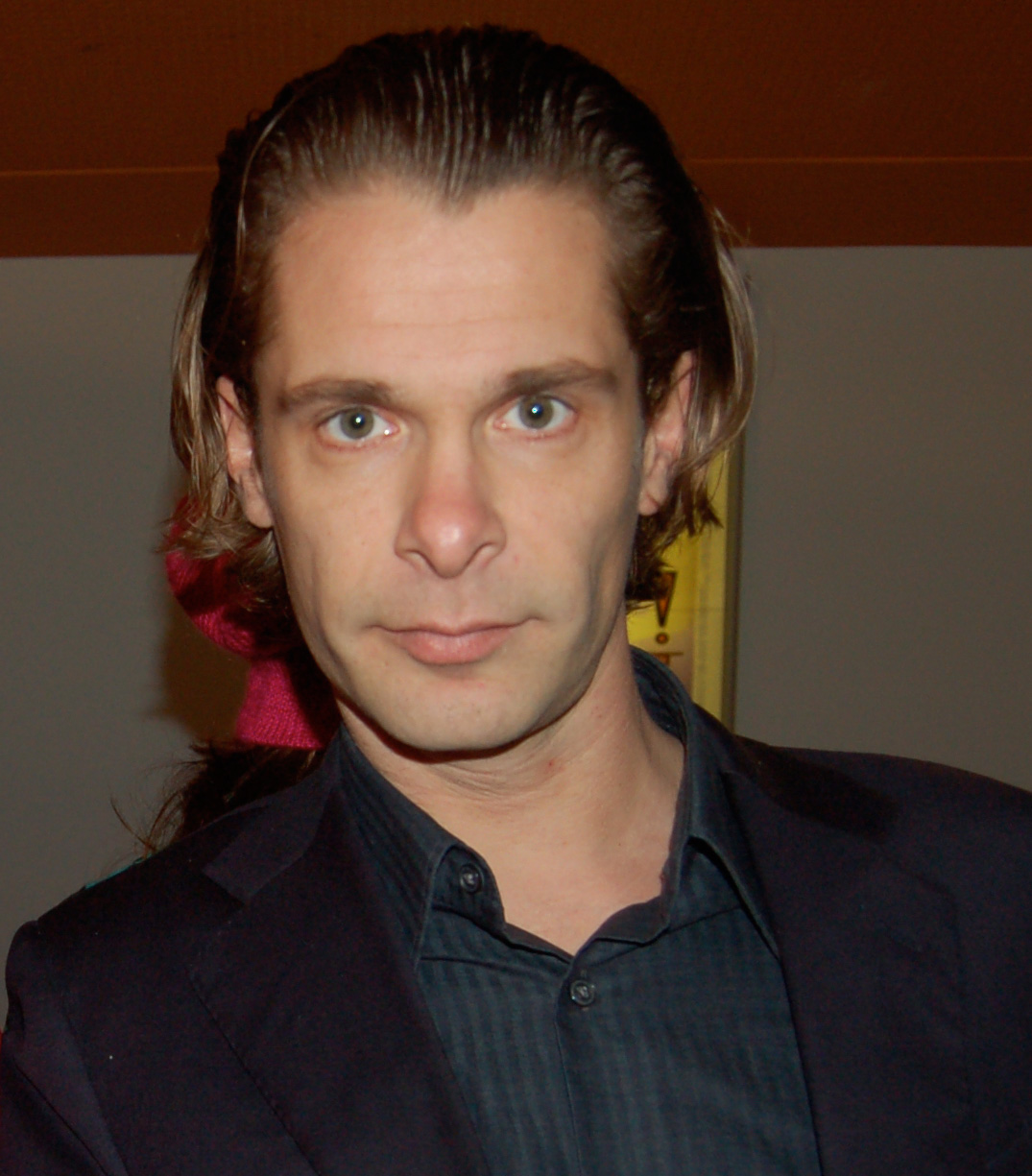

한스 테이우언(네덜란드어: Hans Teeuwen, 1967년 3월 3일 ~ )은 네덜란드의 배우, 영화 감독, 작곡가 겸 피아니스트이다.
노르트브라반트주에서 태어났다.

## 영화
- 뉴 키즈 터보 (2010년)
- 비전스 오브 유럽 (2004년)
- 한스 티우웬 (2003년)
- 미노스 (2001년) - 티누스 목소리 역